# Movimento Verde Amarelo (littérature)
Ne doit pas être confondu avec Movimento Verde Amarelo (sport).
Le Movimento Verde Amarelo ou Verde-Amarelisme (en portugais, le Mouvement Vert Jaune, d'après les couleurs du drapeau brésilien) est un courant littéraire nationaliste brésilien, crée par Cassiano Ricardo, Menotti Del Picchia et Plínio Salgado en 1926. Il a été théorisé en 1929 par le Manifeste du Verde-Amarelisme.
Il est souvent identifié avec l'Escola da Anta, (en portugais, l'Ecole du Tapir, car c'est l'animal-totem des Tupis) fondé en 1927 par les mêmes, qui lui considère que la création culturelle brésilienne doit être basée sur la culture indigène Tupi (même si aucun d'eux n'appartient à cette culture).
Ces deux courants doivent être compris dans le contexte de l'époque, où un retour aux racines nationales (souvent imaginaires) est prôné par des mouvements fascistes dans le monde entier.